# Alexandre Palma
Alexandre Coutinho Lopes de Brito Palma (São Jorge de Arroios, 11 de agosto de 1978) é um bispo português da Igreja Católica, atual bispo auxiliar do Patriarcado de Lisboa.

## Biografia
Obteve o bacharelado e a licenciatura em teologia pela Universidade Católica Portuguesa de Lisboa e o doutoramento em teologia dogmática pela Pontifícia Universidade Gregoriana de Roma. Recebeu a ordenação presbiteral em 2 de julho de 2006, do cardeal José Policarpo no Mosteiro dos Jerónimos e foi incardinado no Patriarcado de Lisboa.
Exerceu os encargos de vigário paroquial de Nossa Senhora do Cabo, Linda-a-Velha, no Concelho de Oeiras, Distrito de Lisboa (2006-2008); de 2012 a 2024, foi colaborador do Oratório de Nossa Senhora das Amoreiras em Lisboa, vice-diretor e professor associado da Faculdade de Teologia da Universidade Católica Portuguesa, membro do Conselho Editorial da Communio (Revista Católica Internacional), membro da Sociedade Europeia de Teologia Católica, membro do Capítulo dos Cônegos da Catedral e do Conselho Presbiteral.
De 2012 a 2024, foi prefeito de estudos do Seminário Maior Cristo Rei dos Olivais de Lisboa e desde maio de 2024 é Presidente da Fundação Jornada Mundial da Juventude Lisboa 2023.
Em 14 de junho de 2024, o Papa Francisco nomeou-o bispo auxiliar de Lisboa, com a dignidade de bispo titular de Tepelta.
Recebeu sua ordenação episcopal na Igreja de Santa Maria de Belém, no Mosteiro dos Jerónimos, em Lisboa no dia 21 de julho. Foi ordenante principal o Patriarca de Lisboa Rui Valério, S.M.M., coadjuvado pelo Cardeal-Patriarca emérito, Manuel Clemente e pelo Prefeito do Dicastério para a Cultura e a Educação, cardeal José Tolentino de Mendonça.